# Ochyrocera laracna
Ochyrocera laracna — вид аранеоморфних павуків родини Ochyroceratidae. Описаний у 2018 році. 

## Назва
Вид названо на честь гігантської павучихи Ларакни (інша назва Шелоб), вигаданий персонаж у легендаріумі Дж. Р. Р. Толкіна.

## Поширення
Ендемік Бразилії. Виявлений у заповіднику Національний ліс Каражас у штаті Пара.

## Опис
Чоловічий голотип завдовжки 2,2 мм, а жіночий паратип — 2,0 мм. Тіло жовтувато-зеленого забарвлення. Має короткий цимбіальний апофіз з двома дистальними шпорами на виступах.